# Конгресс за республику (Нигер)
Конгресс за республику (фр. Congrès Pour la République) — политическая партия в Нигере, основанная в 2014 году бывшим мэром города Маради Кассумом Мамане Моктаром.

## История
Конгресс Республики возник в сентябре 2014 года по инициативе Кассума Мамане Моктара, который незадолго до этого был свергнут с поста мэра Маради и покинул Социал-демократическое объединение. При президенте Мамаду Танджи из Национального движения за общество развития Моктар был министром и представителем правительства. Учредительное собрание Конгресса за республику состоялось 14 ноября 2015 года в Зиндере, на котором Кассум Мамане Моктар был избран председателем партии.
На всеобщих выборах 2016 года партия получила 3 из 171 места в Национальном собрании. Моктар при этом баллотировался от партии на президентских выборах и оказался шестым из пятнадцати кандидатов с 3 % голосов в 1-м туре. Во 2-м туре партия поддержала победившего действующего президента Махамаду Иссуфу из Партии за демократию и социализм Нигера.
На парламентских выборах 2020 года партия получила 8 из 171 места в Национальном собрании.

## Участие в выборах

### Президентские выборы
| Выборы | Кандидат      | Голоса  | %       | Голоса  | %       | Результат |
| Выборы | Кандидат      | 1-й тур | 1-й тур | 2-й тур | 2-й тур | Результат |
| ------ | ------------- | ------- | ------- | ------- | ------- | --------- |
| 2016   | Кассум Моктар | 135 176 | 2,9     | -       | -       | Поражение |

### Парламентские выборы
| Выборы | Лидер         | Голоса  | %   | Мест     | +/- | Позиция |
| ------ | ------------- | ------- | --- | -------- | --- | ------- |
| 2016   | Кассум Моктар | 122 573 | 2,6 | 3 из 171 | ▲ 3 | 9       |
| 2020   | Кассум Моктар | 195 704 | 4,2 | 8 из 171 | ▲ 5 | 5       |